# 宮間あや
宮間 あや（みやま あや、1985年1月28日 - ）は、千葉県山武郡大網白里町（現・大網白里市）出身の元女子サッカー選手。元日本女子代表（なでしこジャパン）。ポジションはミッドフィールダー。千葉県立幕張総合高等学校出身。なでしこジャパンでは主将を務めた経歴も持つ。

## 経歴

### 幼少期・ユース
1985年1月28日、宮間文夫（現・大網白里市市議会議員）の次女として生まれる。父は、習志野高校時代にサッカー部に所属し、高校3年次に読売サッカークラブの練習に参加した経験を持つ。その父が作ったチームである“ フッチボール Surf ”で、大網白里町立白里小学校1年の時からサッカーを始める。
小学校5年生の時、国際交流イベント「国際社会で活躍できる日本人の育成」に応募して、親善大使としてアメリカのサンディエゴでの試合を経験し、日本サッカー協会から派遣されていた元日本女子代表の本田美登里と出会う。この時、宮間らボールを追う15名の少女たちを見て、本田は指導者の道を目指すことを決意する。
小学校6年生の時、中学1年の男子チームのメンバーとして県大会・地区予選に特例として出場。決勝戦では延長戦の末、自身がＶゴールを決め優勝を果たした。この決勝戦で、監督である父からかけられた「自分以外の仲間のためにプレーしろ」という言葉を今でも鮮明に覚えているとする宮間は、「初めてチーム一丸となってサッカーの試合を戦った」と当時を振り返っている。宮間のサッカーの技量は、小学生の時すでに、対戦した大谷秀和が「あとで聞くまで、女子とは思っていなかった」と振り返る ほどになっていた。
また、小学生の時にはテレビ番組の収録で澤穂希や小野寺志保たちとサッカーをする機会があり、将来の日本代表入りを期待する言葉をかけられるなど、当時から期待を集めていた。

### クラブ
読売メニーナに所属し、1999年にはNTVベレーザへの昇格を果たすが、チームの方針に疑問を持ったことや、自宅から練習場までの所要時間などが負担となり、幕張総合高校2年生の時に退団。
宮間が進学した幕張総合高校では、八千代高校で羽生直剛らを育てた今泉守正が男子サッカー部を率いていた。今泉は、宮間をただ1人の女子部員として、このサッカー部に迎え入れる。しかし、当時男子チームへの女子の登録は認められていなかったので宮間は公式試合に出られず、そのままでは日本女子代表への招集の機会も逸してしまいかねないジレンマに陥った。
岡山湯郷Belle
2001年に、本田美登里が率いる岡山湯郷Belleに第一期生として入団。高校時代は、金曜日の放課後に岡山に移動し、日曜の試合後に千葉へ帰るという生活をしていた。卒業後も、岡山県美作市の温泉旅館「季譜の里」で清掃のアルバイトをしながら岡山でのプレーを続け、2008年（平成20年）までチームの主力選手として活躍した。
2003年、リーグで敢闘賞を受賞した。
2004年、リーグで17得点を挙げて2部リーグ得点女王と最優秀選手に輝き、翌シーズンの1部昇格の原動力となった。
2007年の日本女子サッカーリーグでは、ベストイレブンと特別表彰「サポーターが選ぶMVP」を受賞した。
アメリカ移籍 (WPS)
2009年に発足した米国WPSのロサンゼルス・ソルに移籍。開幕戦でリーグ創設初得点をアシスト。シーズン通算でもリーグトップタイの6アシストを記録したほか、チーム内で唯一全試合フルタイム出場を果たす など、チームのレギュラーシーズン1位獲得（プレーオフ決勝で敗れて優勝は逃す）に貢献。さらにWPSオールスターズにも選出され、スウェーデンの強豪クラブチーム・ウメオIKとのオールスターゲームに出場した。シーズン終了後の9月には、前所属先の岡山湯郷に一時復帰（レンタル移籍）した。
2010年2月、ロサンゼルス・ソルのWPSからの撤退に伴い実施された分散ドラフトでセントルイス・アスレティカに移籍したが、このチームが資金難の為にシーズン序盤で WPS から脱退。再び行われた分配ドラフトで、この年 WPS に新規加入したアトランタ・ビートに再移籍した。この在米時代に、ホープ・ソロ、アビー・ワンバック、カミーユ・アビリー、カリーナ・ルブランらと交流を持った。
岡山湯郷Belle (2010年-2016年)
2010年、WPSシーズン終了後の9月に古巣の岡山湯郷に完全移籍した。
2011年11月には3年ぶりになでしこリーグベストイレブンに選出された。
2014年シーズン、なでしこリーグのレギュラーシリーズで岡山湯郷Belleが優勝を果たした。
2016年11月5日、契約満了に伴い、所属する岡山湯郷を退団。後述の通り、事実上の引退であった。
岡山湯郷Belle退団後
2016年の岡山湯郷Belle退団後、宮間は表舞台から姿を消し、どこのチームにも所属しない一方で、自らの去就について明らかにすることもなかった。
2018年12月9日、FIFA女子ワールドカップフランス2019の組み合わせ抽選会のドローアシスタントを務めた。
同年6月5日に行われた、FIFA女子ワールドカップ フランス2019 公式記念コイン記者発表会の配布資料に記載された宮間のプロフィールに「2016年度のシーズンを最後に現役を引退」と記されていることが明らかになった。イベント主催者も宮間サイドに「引退していたのは事実」であることを確認しているという。
2022年5月14日、WEリーグ初の国立競技場の試合で、澤穂希と共にキックインセレモニーを務めた。
2023年2月25日、東京で開催されたW杯トロフィーツアーイベントに参加し、翌日はU－12世代の選手の第6回東京FA会長杯少女ミニサッカー大会にトロフィーと共にサプライズで参加、日本サッカーミュージアムの休館トークイベントトークイベント「未来へのパス」にも参加した。
同年3月、うるま市で開催された女子サッカー国際交流イベントに参加し、U-16日本代表選手らと交流をした。
上記のような各種イベント参加の他、FIFA公式サイト「FIFA.com」を含む各種媒体へのインタビュー や子ども向けのサッカー教室 などで、サッカーに関わる活動を続けている。
同年8月20日、2023 FIFA女子ワールドカップ・決勝の選手入場前のトロフィープレゼンターを務めた。
2025年3月、日本サッカー協会女子委員会委員長補佐に就任。

### 代表
2003年に日本代表に招集され、同年のFIFA女子ワールドカップ・アメリカ大会に出場。翌2004年のU-19アジア女子選手権では主将を務めた。
2004年に大橋浩司が代表監督に就任すると当初はサブとして、後にレギュラーとして試合に出場。最終的には大橋監督在任中に全試合に出場することになった。2007年9月11日、FIFA女子ワールドカップ・中国大会のイングランド戦（中国上海虹口足球場）では、直接フリーキックにより2得点を記録した。
FIFA 女子ワールドカップ ドイツ大会
2011年には、FIFA女子ワールドカップ・ドイツ大会に出場。フリーキックで決勝点を決めた初戦のニュージーランド戦と、準決勝のスウェーデン戦でプレイヤー・オブ・ザ・マッチを獲得した。
決勝のアメリカ戦では、1ゴール1アシストを記録。先制点を入れられるも、後半の残り少ない時間にゴール前のこぼれ球を押し込んだ。延長戦でも1点のリードを許していた残り時間4分のところで、コーナーキックで澤による同点ゴールをアシストした。優勝の行方はPK戦に持ち込まれ、日本の1人目としてキッカーを務め成功。4人目の熊谷紗希がPKを決めて日本優勝が決定した瞬間、対戦相手のアメリカ選手たちに歩み寄り敬意を表した。この時、ホープ・ソロからは「セントルイス・アスレティカの練習のときでも、わたしからあんなに点取れなかったくせに、なんでこんなときだけ、アヤは決めるの？」と冗談交じりに言われた一方で「日本が大震災で大変なときに、こんなに大きなことを成し遂げたんだから、もっと喜んでいいんじゃないの」と労われたという。大会通算では、2ゴール4アシストの活躍で日本の初優勝に大きく貢献し、大会オールスターチームにも選出された。
この活躍を受け、同年8月10日に岡山県から岡山県県民栄誉賞、8月17日には千葉県から千葉県県民栄誉賞を受賞。8月18日、なでしこジャパンの同僚とともに、国民栄誉賞を受賞。
9月1日、ロンドン・オリンピック(2012年)の予選初戦で、タイ相手に後半から出場、勝利に貢献した 。
11月15日、なでしこジャパンの同僚とともに紫綬褒章、11月23日、アジアサッカー連盟の2011年度女子年間最優秀選手賞 を受賞。
2011年のFIFA最優秀選手賞（FIFAバロンドール）選考委員会において、宮間が12.18％のポイントを獲得し4位に入った。なお、各国代表の主将や監督及びサッカー専門記者の投票により同賞を獲得した澤穂希自身は、宮間に1票を投じた。
2012年
2012年2月10日、監督の佐々木則夫から、澤の後任としてチーム主将に指名され、ポルトガル南部で行われるアルガルヴェ・カップ2012 に臨んだ。佐々木は、なでしこジャパンにおける宮間の役割を、こう述べている。「宮間はサッカーに対する情熱も理論もチーム屈指であり、プレーでも言葉でもチームを勇気づけることができる。仲間思いで、気配りも隅々まで行き届いている。宮間は、キャプテンという肩書が加わったからといって、みんなに対する態度を変えたりはしなかった。自分だけが特別なのではなく、『みんなで一つのチーム』というスタンスで、今もチームメイトに接している」。また、宮間自身は「みんなが自分を出せる雰囲気をつくっていけたら」と抱負を語った。
決勝進出をかけた第3戦アメリカ戦は、途中出場した高瀬愛実にコーナーキックでボールを送り、米国への歴史的な勝利（1勝4分21敗）を演出した。大会MVPを獲得した。優勝を逸したことに関しては「自分の力不足」 とし、「自分たちの足元を見つめ直すいい機会になったと思う」 と述べた。
ロンドン・オリンピック
2012年8月7日に行われた準決勝戦において、フリーキックによって2ゴールの起点を作り、フランスへの勝利を決定した。フランスのGKを誘い出したフリーキックは、「ぶれ球ならGKのキャッチミスかDFのヘディングミスが起きる」  と見越した末に選んだプレーだった。試合後、決勝戦で対決する米国の代表的メディアの一つNBCニュースは、在米時代の同僚だった仏代表のカミーユ・アビリーを宮間が慰める写真を掲げ、「優れたスポーツ選手でありながら真のスポーツマンシップをも見せた」 と称えた。
アメリカとの決勝戦を終えた後の談話で、「チーム一丸となってやり切れたことを誇りに思っている。結果は銀だったが、お互いを信じてやってこられた。みんなに感謝している」と同僚への感謝を口にした。
オリンピックでの銀メダル獲得を受け、同年8月13日、岡山県から2度目の岡山県県民栄誉賞を受賞。
同年11月29日、2年連続2回目のAFC年間最優秀選手(女子)に選出された。
2014年
2014年5月、ベトナムで開催された2014 AFC女子アジアカップではアジアカップ初優勝を達成し、大会MVPを受賞した。
2015年
カナダで開催された2015 FIFA女子ワールドカップに、主将として出場。決勝こそアメリカに2-5と大敗したが、チームの大黒柱として準優勝に大きく貢献した。
2016年
2016年、リオデジャネイロオリンピックのサッカー女子アジア最終予選の日本代表メンバーに選出されたが、チームは予選3位となり五輪出場権を逃した。

## 所属クラブ

### ユース
- フッチボールSurf
- 読売メニーナ

### シニア
- 1999年 - 2000年  NTVベレーザ/日テレ・ベレーザ
- 2001年 - 2008年  岡山湯郷Belle
- 2009年   ロサンゼルス・ソル
  - 2009年9月 - 2010年2月  岡山湯郷Belle（レンタル移籍）
- 2010年  セントルイス・アスレティカ
- 2010年  アトランタ・ビート
- 2010年10月 - 2016年  岡山湯郷Belle

## 人物
- 「とても才能あるサッカー選手。技術面でとても優れていて、 卓越した試合運びで良いパスを通し、身のこなしが素早いのです。足を止めた時がとりわけ脅威で、彼女がつぎにどう動くかわからないのです。彼女は自分の思うところに自在にボールを打つことができます。彼女がプレーしているのを見るのは楽しみです … 対戦相手の時でなければの話ですが！」[53] - イングランド代表ケリー・スミス（英語版）
- 「両足で蹴れるし、キックの精度が高い。セットプレーでは、自分はボールに体をあてるだけでいい」[54] と澤穂希が評する、キッカーとしての卓越した能力から、日本女子代表の試合の場合、フリーキックやコーナーキックを任されることが多い。また右利きでありながら左足でも遜色のない精度で蹴れるため、コーナーキックはどちらのサイドかによって、フリーキックではゴールへの角度によって両足を使い分けて蹴っている。
- 「彼女は小学5年生の時から『世界一になる』って言っていたんですが、それが冗談に聞こえませんでした。そして、一緒に生活するうちに、『この子は、とんでもないことをやっちゃう子なんじゃないか』と思うようになったんです」[55] … 恩師である本田美登里の言葉。
- 「これまでもサッカーは楽しいと思ってきたが、宮間とのコンビはさらに楽しい。自分のプレーを分かってくれていることが大きい」[54] … なでしこジャパンの元主将・澤穂希の言葉。
- 「私は同点でいい、と思っていた。あの一言で、最後まで諦めない気持ちになれた」[56] … 2011年W杯で同点打を決めた後、宮間に「澤さん、あと1点で勝てるよ」と声を掛けられた澤穂希の言葉。
- 「（宮間）あやは、W杯優勝後と一番難しい時期にキャプテンになった。それだけにいろいろ大変だったと思います」[57] … ロンドン五輪で米国への敗戦後、最初に抱き合った同僚・岩清水梓が語った言葉。
- 「『サッカーが好きで、この環境を自分が選んだんだから』と決して弱音は吐かなかった。試合中の苦しい時間帯に自分を犠牲にしてでもチームのために頑張る。コーチから厳しいことを言われ落ち込んだチームメートに声を掛けていた」[8] … 幕張総合高時代のサッカー部長で、U-20サッカー日本女子代表当時の監督でもあった今泉守正の言葉
- 大網白里市の歌手・ヨーデル渡辺によって、宮間の応援歌『海を越えて』が作られた[58]。また、ロック歌手で元なでしこリーグ選手の石田美穂子によって、宮間の応援歌『君という花』が作られた[59]。
- 2016年の現役引退に際して理由等を一切語ることはなかったが、2025年の日本サッカー協会女子委員長補佐就任に際して東洋経済オンラインのインタビューに応じ、引退の理由として、宮間が理想としてきた『死ぬほど頑張らないと勝てない』『何かを犠牲にしなければ人を感動させることはできない、応援してもらうに値しない』サッカーへの姿勢が、時代や社会情勢の変化で合わなくなってきた（宮間曰く『自分が理想とするサッカーは、もうこの時代にはない』）ことを理由として述べた。また、引退そのものに未練はなかったものの、引退直後は生きる目標を見失い（本人曰く「絶望でしかなかった」）、家に引きこもる生活が数ヶ月続いたという[60]。

## 個人成績

### クラブ
| クラブ                     | シーズン       | リーグ            | 背番号 | リーグ戦 | リーグ戦 | カップ戦 | カップ戦 | リーグ杯 | リーグ杯 | その他 | その他 | 合計 | 合計 |
| クラブ                     | シーズン       | リーグ            | 背番号 | 出場     | 得点     | 出場     | 得点     | 出場     | 得点     | 出場   | 得点   | 出場 | 得点 |
| -------------------------- | -------------- | ----------------- | ------ | -------- | -------- | -------- | -------- | -------- | -------- | ------ | ------ | ---- | ---- |
| NTVベレーザ                | 1999           | L・リーグ         |        | 0        | 0        |          |          | —        | —        | —      | —      | 0    | 0    |
| 日テレ・ベレーザ           | 2000           | L・リーグ         | 19     | 6        | 2        |          |          | —        | —        | —      | —      | 6    | 2    |
| 日テレ・ベレーザ           | 通算           | 通算              | 通算   | 6        | 2        |          |          | 0        | 0        | 0      | 0      | 6    | 2    |
| 岡山湯郷Belle              | 2002           | 中国女子          |        |          |          |          |          | —        | —        | —      | —      |      |      |
| 岡山湯郷Belle              | 2003           | L・リーグ         | 9      | 16       | 13       | 2        | 1        | —        | —        | —      | —      | 18   | 14   |
| 岡山湯郷Belle              | 2004           | L・リーグ2部 (L2) | 10     | 14       | 17       |          |          | —        | —        | —      | —      | 14   | 17   |
| 岡山湯郷Belle              | 2005           | L・リーグ1部 (L1) | 10     | 21       | 8        | 4        | 4        | —        | —        | —      | —      | 25   | 12   |
| 岡山湯郷Belle              | 2006           | なでしこ Div.1    | 10     | 17       | 6        | 4        | 0        | —        | —        | —      | —      | 21   | 6    |
| 岡山湯郷Belle              | 2007           | なでしこ Div.1    | 10     | 21       | 9        | 2        | 0        | 0        | 0        | —      | —      | 23   | 9    |
| 岡山湯郷Belle              | 2008           | なでしこ Div.1    | 10     | 21       | 9        | 2        | 1        | —        | —        | —      | —      | 23   | 10   |
| 岡山湯郷Belle              | 通算           | 通算              | 通算   | 110      | 62       | 14       | 6        | 0        | 0        | 0      | 0      | 124  | 68   |
| ロサンゼルス・ソル         | 2009           | WPS               | 8      | 20       | 0        | —        | —        | —        | —        | —      | —      | 20   | 0    |
| 岡山湯郷Belle              | 2009           | なでしこ Div.1    | 10     | 6        | 1        | 2        | 2        | —        | —        | —      | —      | 8    | 3    |
| セントルイス・アスレティカ | 2010           | WPS               | 6      | 5        | 0        | —        | —        | —        | —        | —      | —      | 5    | 0    |
| アトランタ・ビート         | 2010           | WPS               | 18     | 17       | 1        | —        | —        | —        | —        | —      | —      | 17   | 1    |
| 岡山湯郷Belle              | 2010           | なでしこ          | 10     | 7        | 4        | 2        | 0        | -        | -        | —      | —      | 9    | 4    |
| 岡山湯郷Belle              | 2011           | なでしこ          | 10     | 16       | 9        | 3        | 1        | —        | —        | -      | -      | 19   | 10   |
| 岡山湯郷Belle              | 2012           | なでしこ          | 10     | 18       | 5        | 2        | 2        | 4        | 2        | -      | -      | 24   | 9    |
| 岡山湯郷Belle              | 2013           | なでしこ          | 10     | 18       | 6        | 3        | 1        | 10       | 9        | -      | -      | 31   | 16   |
| 岡山湯郷Belle              | 2014           | なでしこ          | 10     | 28       | 15       | 2        | 1        | —        | —        | 2      | 1      | 32   | 17   |
| 岡山湯郷Belle              | 2015           | なでしこ1部       | 10     | 24       | 6        | 2        | 1        | —        | —        | —      | —      | 26   | 7    |
| 岡山湯郷Belle              | 2016           | なでしこ1部       | 10     | 11       | 3        | -        | -        | 0        | 0        | —      | —      | 11   | 3    |
| 岡山湯郷Belle              | 通算           | 通算              | 通算   | 122      | 48       | 14       | 6        | 14       | 11       | 2      | 1      | 152  | 66   |
| 通算                       | 日本           | 日本              | 1部    | 230      | 96       | 30       | 14       | 14       | 11       | 2      | 1      | 276  | 122  |
| 通算                       | 日本           | 日本              | 2部    | 14       | 17       | 0        | 0        | 0        | 0        | 0      | 0      | 14   | 17   |
| 通算                       | 日本           | 日本              | その他 | 0        | 0        | 0        | 0        | 0        | 0        | 0      | 0      | 0    | 0    |
| 通算                       | アメリカ合衆国 | アメリカ合衆国    | 1部    | 42       | 1        | 0        | 0        | 0        | 0        | 0      | 0      | 42   | 1    |
| 総通算                     | 総通算         | 総通算            | 総通算 | 286      | 114      | 30       | 14       | 14       | 11       | 2      | 1      | 332  | 140  |

1. ↑  日本でのリーグ戦成績は、日本女子サッカーリーグについてのみ記述。
2. ↑  WPSのロサンゼルス・ソルからのレンタル移籍という形で、9月以降出場。
3. 1 2  国際女子サッカークラブ選手権2014の成績。

- ウィメンズ・プロフェッショナル・サッカー (WPS)
  - 初出場 - 2009年3月30日 ワシントン・フリーダム戦[61]

### 代表
- 2003年3月19日 - 日本女子代表初出場 -  タイ戦 (国際親善試合)
- 2003年6月9日 - 日本女子代表初得点 -  フィリピン戦（2003 AFC女子選手権）

#### 主な出場歴
- 2003年 2003 AFC女子選手権
- 2003年 第4回FIFA女子ワールドカップ
- 2004年 U-19アジア女子選手権
- 2006年 第15回アジア競技大会 （カタール） 準優勝
- 2007年 第5回FIFA女子ワールドカップ
- 2008年 東アジア女子サッカー選手権2008 優勝
- 2008年 2008 AFC女子アジアカップ 3位
- 2008年 北京オリンピック 4位
- 2010年 2010年アジア競技大会 優勝
- 2011年 第6回FIFA女子ワールドカップ 優勝
- 2012年 アルガルヴェ・カップ2012 準優勝
- 2012年 ロンドンオリンピック 準優勝
- 2014年 アルガルヴェ・カップ2014 準優勝・フェアプレー賞
- 2014年 2014 AFC女子アジアカップ 優勝
- 2014年 2014年アジア競技大会 準優勝
- 2015年 第7回FIFA女子ワールドカップ 準優勝

#### 試合数
| 日本代表 | 国際Aマッチ | 国際Aマッチ |
| 年       | 出場        | 得点        |
| -------- | ----------- | ----------- |
| 2003     | 6           | 2           |
| 2004     | 1           | 2           |
| 2005     | 9           | 2           |
| 2006     | 17          | 3           |
| 2007     | 17          | 6           |
| 2008     | 18          | 4           |
| 2009     | 1           | 1           |
| 2010     | 17          | 2           |
| 2011     | 18          | 4           |
| 2012     | 16          | 3           |
| 2013     | 7           | 1           |
| 2014     | 17          | 4           |
| 2015     | 13          | 4           |
| 2016     | 5           | 0           |
| 通算     | 162         | 38          |

#### 出場試合
| 出場試合一覧 | 出場試合一覧   | 出場試合一覧                           | 出場試合一覧                                                     | 出場試合一覧           | 出場試合一覧   | 出場試合一覧 | 出場試合一覧                                       | 出場試合一覧 |
| #            | 開催日         | 開催都市                               | スタジアム                                                       | 対戦国                 | 結果           | 監督         | 大会                                               | 出典         |
| ------------ | -------------- | -------------------------------------- | ---------------------------------------------------------------- | ---------------------- | -------------- | ------------ | -------------------------------------------------- | ------------ |
| 1.           | 2003年03月19日 | バンコク                               |                                                                  | タイ                   | ○9-0           | 上田栄治     | 国際親善試合                                       |              |
| 2.           | 2003年06月09日 | バンコク                               |                                                                  | フィリピン             | ○15-0          | 上田栄治     | アジア選手権                                       |              |
| 3.           | 2003年06月11日 | バンコク                               |                                                                  | グアム                 | ○7-0           | 上田栄治     | アジア選手権                                       |              |
| 4.           | 2003年06月19日 | バンコク                               |                                                                  | 朝鮮民主主義人民共和国 | ●0-3           | 上田栄治     | アジア選手権                                       |              |
| 5.           | 2003年07月22日 | 宮城県                                 | 仙台スタジアム                                                   | 韓国                   | ○5-0           | 上田栄治     | 日韓豪3ヶ国対抗国際大会                            |              |
| 6.           | 2003年09月27日 | フォックスボロ                         |                                                                  | カナダ                 | ●1-3           | 上田栄治     | ワールドカップ                                     |              |
| 7.           | 2004年12月18日 | 東京都                                 | 国立西が丘サッカー場                                             | チャイニーズタイペイ   | ○11-0          | 大橋浩司     | 国際親善試合                                       |              |
| 8.           | 2005年03月26日 | シドニー                               |                                                                  | オーストラリア         | ○2-0           | 大橋浩司     | 国際親善試合                                       |              |
| 9.           | 2005年03月29日 | ミランダ                               |                                                                  | オーストラリア         | ●1-2           | 大橋浩司     | 国際親善試合                                       |              |
| 10.          | 2005年05月21日 | 東京都                                 | 国立西が丘サッカー場                                             | ニュージーランド       | ○6-0           | 大橋浩司     | 国際親善試合                                       |              |
| 11.          | 2005年05月26日 | モスクワ                               |                                                                  | ロシア                 | ○4-2           | 大橋浩司     | 国際親善試合                                       |              |
| 12.          | 2005年05月28日 | モスクワ                               |                                                                  | ロシア                 | ○2-0           | 大橋浩司     | 国際親善試合                                       |              |
| 13.          | 2005年07月23日 | 東京都                                 | 国立西が丘サッカー場                                             | オーストラリア         | ○4-2           | 大橋浩司     | 国際親善試合                                       |              |
| 14.          | 2005年08月01日 | 全州                                   |                                                                  | 朝鮮民主主義人民共和国 | ●0-1           | 大橋浩司     | 東アジア大会                                       |              |
| 15.          | 2005年08月03日 | 大田                                   |                                                                  | 中国                   | △0-0           | 大橋浩司     | 東アジア大会                                       |              |
| 16.          | 2005年08月06日 | 大邱                                   |                                                                  | 韓国                   | △0-0           | 大橋浩司     | 東アジア大会                                       |              |
| 17.          | 2006年02月18日 | 静岡県                                 | 静岡県小笠山総合運動公園スタジアム                               | ロシア                 | ○2-0           | 大橋浩司     | 国際親善試合                                       |              |
| 18.          | 2006年03月10日 | マニョーネ                             |                                                                  | スコットランド         | ○4-0           | 大橋浩司     | 国際親善試合                                       |              |
| 19.          | 2006年03月12日 | ヴェナフロ                             |                                                                  | イタリア               | ●0-1           | 大橋浩司     | 国際親善試合                                       |              |
| 20.          | 2006年05月07日 | 熊本県                                 | 熊本県民総合運動公園陸上競技場                                   | アメリカ合衆国         | ●1-3           | 大橋浩司     | 国際親善試合                                       |              |
| 21.          | 2006年05月09日 | 大阪府                                 | 長居陸上競技場                                                   | アメリカ合衆国         | ●0-1           | 大橋浩司     | 国際親善試合                                       |              |
| 22.          | 2006年07月19日 | アデレード                             |                                                                  | ベトナム               | ○5-0           | 大橋浩司     | アジアカップ                                       |              |
| 23.          | 2006年07月21日 | アデレード                             |                                                                  | チャイニーズタイペイ   | ○11-1          | 大橋浩司     | アジアカップ                                       |              |
| 24.          | 2006年07月23日 | アデレード                             |                                                                  | 中国                   | ○1-0           | 大橋浩司     | アジアカップ                                       |              |
| 25.          | 2006年07月27日 | アデレード                             |                                                                  | オーストラリア         | ●0-2           | 大橋浩司     | アジアカップ                                       |              |
| 26.          | 2006年07月30日 | アデレード                             |                                                                  | 朝鮮民主主義人民共和国 | ●2-3           | 大橋浩司     | アジアカップ                                       |              |
| 27.          | 2006年11月19日 | 千葉県                                 | フクダ電子アリーナ                                               | オーストラリア         | ○1-0           | 大橋浩司     | 国際親善試合                                       |              |
| 28.          | 2006年11月23日 | カールスルーエ                         |                                                                  | ドイツ                 | ●3-6           | 大橋浩司     | 国際親善試合                                       |              |
| 29.          | 2006年11月30日 | ドーハ                                 |                                                                  | ヨルダン               | ○13-0          | 大橋浩司     | アジア大会                                         |              |
| 30.          | 2006年12月04日 | ドーハ                                 |                                                                  | タイ                   | ○4-0           | 大橋浩司     | アジア大会                                         |              |
| 31.          | 2006年12月07日 | ドーハ                                 |                                                                  | 中国                   | ○1-0           | 大橋浩司     | アジア大会                                         |              |
| 32.          | 2006年12月10日 | ドーハ                                 |                                                                  | 韓国                   | ○3-1           | 大橋浩司     | アジア大会                                         |              |
| 33.          | 2006年12月13日 | ドーハ                                 |                                                                  | 朝鮮民主主義人民共和国 | △0-0(PK2-4)    | 大橋浩司     | アジア大会                                         |              |
| 34.          | 2007年02月09日 | ニコシア                               |                                                                  | ノルウェー             | ○1-0           | 大橋浩司     | 国際親善試合                                       |              |
| 35.          | 2007年02月12日 | ラルナカ                               |                                                                  | スウェーデン           | △2-2           | 大橋浩司     | 国際親善試合                                       |              |
| 36.          | 2007年02月14日 | ラルナカ                               |                                                                  | スコットランド         | ○2-0           | 大橋浩司     | 国際親善試合                                       |              |
| 37.          | 2007年03月10日 | 東京都                                 | 国立霞ヶ丘競技場陸上競技場                                       | メキシコ               | ○2-0           | 大橋浩司     | ワールドカップ予選                                 |              |
| 38.          | 2007年03月17日 | トルーカ                               |                                                                  | メキシコ               | ●1-2           | 大橋浩司     | ワールドカップ予選                                 |              |
| 39.          | 2007年04月07日 | 東京都                                 | 国立霞ヶ丘競技場陸上競技場                                       | ベトナム               | ○2-0           | 大橋浩司     | オリンピック予選                                   |              |
| 40.          | 2007年04月15日 | バンコク                               |                                                                  | タイ                   | ○4-0           | 大橋浩司     | オリンピック予選                                   |              |
| 41.          | 2007年06月03日 | 東京都                                 | 国立霞ヶ丘競技場陸上競技場                                       | 韓国                   | ○6-1           | 大橋浩司     | オリンピック予選                                   |              |
| 42.          | 2007年06月10日 | 富川                                   |                                                                  | 韓国                   | △2-2           | 大橋浩司     | オリンピック予選                                   |              |
| 43.          | 2007年07月28日 | サンノゼ                               |                                                                  | アメリカ合衆国         | ●1-4           | 大橋浩司     | 国際親善試合                                       |              |
| 44.          | 2007年08月04日 | ハイフォン                             |                                                                  | ベトナム               | ○8-0           | 大橋浩司     | オリンピック予選                                   |              |
| 45.          | 2007年08月12日 | 東京都                                 | 国立霞ヶ丘競技場陸上競技場                                       | タイ                   | ○5-0           | 大橋浩司     | オリンピック予選                                   |              |
| 46.          | 2007年08月30日 | 東京都                                 | 国立霞ヶ丘競技場陸上競技場                                       | カナダ                 | △0-0           | 大橋浩司     | 国際親善試合                                       |              |
| 47.          | 2007年09月02日 | 千葉県                                 | フクダ電子アリーナ                                               | ブラジル               | ○2-1           | 大橋浩司     | 国際親善試合                                       |              |
| 48.          | 2007年09月11日 | 上海                                   |                                                                  | イングランド           | △2-2           | 大橋浩司     | ワールドカップ                                     |              |
| 49.          | 2007年09月14日 | 上海                                   |                                                                  | アルゼンチン           | ○1-0           | 大橋浩司     | ワールドカップ                                     |              |
| 50.          | 2007年09月17日 | 杭州                                   |                                                                  | ドイツ                 | ●0-2           | 大橋浩司     | ワールドカップ                                     |              |
| 51.          | 2008年02月18日 | 重慶                                   |                                                                  | 朝鮮民主主義人民共和国 | ○3-2           | 佐々木則夫   | 東アジア選手権                                     |              |
| 52.          | 2008年02月21日 | 重慶                                   |                                                                  | 韓国                   | ○2-1           | 佐々木則夫   | 東アジア選手権                                     |              |
| 53.          | 2008年02月24日 | 重慶                                   |                                                                  | 中国                   | ○3-0           | 佐々木則夫   | 東アジア選手権                                     |              |
| 54.          | 2008年03月07日 | ラルナカ                               |                                                                  | カナダ                 | ●0-3           | 佐々木則夫   | キプロスカップ                                     |              |
| 55.          | 2008年03月10日 | アフナス                               |                                                                  | ロシア                 | ○3-1           | 佐々木則夫   | キプロスカップ                                     |              |
| 56.          | 2008年03月12日 | ラルナカ                               |                                                                  | オランダ               | ○2-1           | 佐々木則夫   | キプロスカップ                                     |              |
| 57.          | 2008年05月29日 | ホーチミン                             |                                                                  | 韓国                   | ●1-3           | 佐々木則夫   | アジアカップ                                       |              |
| 58.          | 2008年06月02日 | ホーチミン                             |                                                                  | オーストラリア         | ○3-1           | 佐々木則夫   | アジアカップ                                       |              |
| 59.          | 2008年06月05日 | ホーチミン                             |                                                                  | 中国                   | ●1-3           | 佐々木則夫   | アジアカップ                                       |              |
| 60.          | 2008年06月08日 | ホーチミン                             |                                                                  | オーストラリア         | ○3-0           | 佐々木則夫   | アジアカップ                                       |              |
| 61.          | 2008年07月24日 | 兵庫県                                 | 御崎公園球技場                                                   | オーストラリア         | ○3-0           | 佐々木則夫   | 国際親善試合                                       |              |
| 62.          | 2008年07月29日 | 東京都                                 | 国立霞ヶ丘競技場陸上競技場                                       | アルゼンチン           | ○2-0           | 佐々木則夫   | キリンチャレンジカップ                             |              |
| 63.          | 2008年08月06日 | 秦皇島                                 |                                                                  | ニュージーランド       | △2-2           | 佐々木則夫   | オリンピック                                       |              |
| 64.          | 2008年08月09日 | 秦皇島                                 |                                                                  | アメリカ合衆国         | ●0-1           | 佐々木則夫   | オリンピック                                       |              |
| 65.          | 2008年08月12日 | 上海                                   |                                                                  | ノルウェー             | ○5-1           | 佐々木則夫   | オリンピック                                       |              |
| 66.          | 2008年08月15日 | 秦皇島                                 |                                                                  | 中国                   | ○2-0           | 佐々木則夫   | オリンピック                                       |              |
| 67.          | 2008年08月18日 | 北京                                   |                                                                  | アメリカ合衆国         | ●2-4           | 佐々木則夫   | オリンピック                                       |              |
| 68.          | 2008年08月21日 | 北京                                   |                                                                  | ドイツ                 | ●0-2           | 佐々木則夫   | オリンピック                                       |              |
| 69.          | 2009年11月14日 | 埼玉県                                 | さいたま市駒場スタジアム                                         | ニュージーランド       | ○2-1           | 佐々木則夫   | 国際親善試合                                       |              |
| 70.          | 2010年1月13日  | コキンボ                               |                                                                  | デンマーク             | ○ 1-0          | 佐々木則夫   | バイセンテニアル・ウィメンズ・カップ2010           | [ 62 ]       |
| 71.          | 2010年1月15日  | コキンボ                               | エスタディオ・ビセンテナリオ・フランシスコ・サンチェス・ルモロソ | チリ                   | △ 1-1          | 佐々木則夫   | バイセンテニアル・ウィメンズ・カップ2010           | [ 63 ]       |
| 72.          | 2010年1月21日  | コキンボ                               |                                                                  | コロンビア             | ○ 4-2          | 佐々木則夫   | バイセンテニアル・ウィメンズ・カップ2010           | [ 64 ]       |
| 73.          | 2010年1月23日  | コキンボ                               | エスタディオ・ビセンテナリオ・フランシスコ・サンチェス・ルモロソ | アルゼンチン           | ○ 3-0          | 佐々木則夫   | バイセンテニアル・ウィメンズ・カップ2010           | [ 65 ]       |
| 74.          | 2010年2月6日   | 調布                                   | 味の素スタジアム                                                 | 中華人民共和国         | ○ 2-0          | 佐々木則夫   | 東アジアサッカー選手権2010                         | [ 66 ]       |
| 75.          | 2010年2月11日  | 東京                                   | 国立競技場                                                       | チャイニーズタイペイ   | ○ 3-0          | 佐々木則夫   | 東アジアサッカー選手権2010                         | [ 67 ]       |
| 76.          | 2010年2月13日  | 調布                                   | 味の素スタジアム                                                 | 韓国                   | ○ 2-1          | 佐々木則夫   | 東アジアサッカー選手権2010                         | [ 68 ]       |
| 77.          | 2010年5月11日  | 新潟                                   | 東北電力ビッグスワンスタジアム                                   | メキシコ               | ○ 3-0          | 佐々木則夫   | 2010 AFC女子アジアカップ 壮行試合                  | [ 69 ]       |
| 78.          | 2010年5月20日  | 成都                                   | 成都市体育中心                                                   | ミャンマー             | ○ 8-0          | 佐々木則夫   | 2010 AFC女子アジアカップ                           | [ 70 ]       |
| 79.          | 2010年5月22日  | 成都                                   | 成都市体育中心                                                   | タイ                   | ○ 4-0          | 佐々木則夫   | 2010 AFC女子アジアカップ                           | [ 71 ]       |
| 80.          | 2010年5月24日  | 成都                                   | 成都市体育中心                                                   | 北朝鮮                 | ○ 2-1          | 佐々木則夫   | 2010 AFC女子アジアカップ                           | [ 72 ]       |
| 81.          | 2010年5月27日  | 成都                                   | 成都市体育中心                                                   | オーストラリア         | ● 0-1          | 佐々木則夫   | 2010 AFC女子アジアカップ                           | [ 73 ]       |
| 82.          | 2010年5月30日  | 成都                                   | 成都市体育中心                                                   | 中華人民共和国         | ○ 2-0          | 佐々木則夫   | 2010 AFC女子アジアカップ                           | [ 74 ]       |
| 83.          | 2010年11月14日 | 広州                                   | 黄埔体育中心                                                     | タイ                   | ○ 4-0          | 佐々木則夫   | 第16回アジア競技大会                               | [ 75 ]       |
| 84.          | 2010年11月18日 | 広州                                   | 広州大学城体育中心                                               | 北朝鮮                 | △ 0-0          | 佐々木則夫   | 第16回アジア競技大会                               | [ 76 ]       |
| 85.          | 2010年11月20日 | 広州                                   | 越秀山体育場                                                     | 中華人民共和国         | ○ 1-0          | 佐々木則夫   | 第16回アジア競技大会                               | [ 77 ]       |
| 86.          | 2010年11月22日 | 広州                                   | 天河体育中心体育場                                               | 北朝鮮                 | ○ 1-0          | 佐々木則夫   | 第16回アジア競技大会                               | [ 78 ]       |
| 87.          | 2011年3月2日   | ヴィラ・レアル・デ・サント・アントニオ | 市営スタジアム                                                   | アメリカ合衆国         | ● 1-2          | 佐々木則夫   | アルガルヴェ・カップ2011                           | [ 79 ]       |
| 88.          | 2011年3月4日   | ラゴス                                 | 市営スタジアム                                                   | フィンランド           | ○ 5-0          | 佐々木則夫   | アルガルヴェ・カップ2011                           | [ 80 ]       |
| 89.          | 2011年3月7日   | パルシャル                             | ベラ・ヴィスタ市営スタジアム                                     | ノルウェー             | ○ 1-0          | 佐々木則夫   | アルガルヴェ・カップ2011                           | [ 81 ]       |
| 90.          | 2011年3月9日   | パルシャル                             | ベラ・ヴィスタ市営スタジアム                                     | スウェーデン           | ○ 2-1          | 佐々木則夫   | アルガルヴェ・カップ2011                           | [ 82 ]       |
| 91.          | 2011年5月14日  | コロンバス                             | コロンバス・クルー・スタジアム                                   | アメリカ合衆国         | ● 0-2          | 佐々木則夫   | 国際親善試合 ～アメリカ遠征～                      | [ 83 ]       |
| 92.          | 2011年5月18日  | ケーリー                               | ウェイクメド・サッカー・パーク                                   | アメリカ合衆国         | ● 0-2          | 佐々木則夫   | 国際親善試合 ～アメリカ遠征～                      | [ 84 ]       |
| 93.          | 2011年6月18日  | 松山                                   | ニンジニアスタジアム                                             | 韓国                   | △ 1-1          | 佐々木則夫   | 国際親善試合                                       | [ 85 ]       |
| 94.          | 2011年6月27日  | ボーフム                               | FIFA女子ワールドカップスタジアム・ボーフム                       | ニュージーランド       | ○ 2-1          | 佐々木則夫   | 2011 FIFA女子ワールドカップ                        | [ 86 ]       |
| 95.          | 2011年7月1日   | レーヴァークーゼン                     | FIFA女子ワールドカップスタジアム・レーヴァークーゼン             | メキシコ               | ○ 4-0          | 佐々木則夫   | 2011 FIFA女子ワールドカップ                        | [ 87 ]       |
| 96.          | 2011年7月5日   | アウクスブルク                         | FIFA女子ワールドカップスタジアム・アウクスブルク                 | イングランド           | ● 0-2          | 佐々木則夫   | 2011 FIFA女子ワールドカップ                        | [ 88 ]       |
| 97.          | 2011年7月9日   | ヴォルフスブルク                       | FIFA女子ワールドカップスタジアム・ヴォルフスブルク               | ドイツ                 | ○ 1-0          | 佐々木則夫   | 2011 FIFA女子ワールドカップ                        | [ 89 ]       |
| 98.          | 2011年7月13日  | フランクフルト                         | FIFA女子ワールドカップスタジアム・フランクフルト                 | スウェーデン           | ○ 3-1          | 佐々木則夫   | 2011 FIFA女子ワールドカップ                        | [ 90 ]       |
| 99.          | 2011年7月17日  | フランクフルト                         | FIFA女子ワールドカップスタジアム・フランクフルト                 | アメリカ合衆国         | ○ 2-2 (PK 3-1) | 佐々木則夫   | 2011 FIFA女子ワールドカップ                        | [ 91 ]       |
| 100.         | 2011年9月1日   | 済南                                   | 山東省体育中心体育場                                             | タイ                   | ○ 3-0          | 佐々木則夫   | 2012年ロンドンオリンピック・アジア最終予選         | [ 92 ]       |
| 101.         | 2011年9月3日   | 済南                                   | 済南オリンピック・スポーツセンター                               | 韓国                   | ○ 2-1          | 佐々木則夫   | 2012年ロンドンオリンピック・アジア最終予選         | [ 93 ]       |
| 102.         | 2011年9月5日   | 済南                                   | 山東省体育中心体育場                                             | オーストラリア         | ○ 1-0          | 佐々木則夫   | 2012年ロンドンオリンピック・アジア最終予選         | [ 94 ]       |
| 103.         | 2011年9月8日   | 済南                                   | 山東省体育中心体育場                                             | 北朝鮮                 | △ 1-1          | 佐々木則夫   | 2012年ロンドンオリンピック・アジア最終予選         | [ 95 ]       |
| 104.         | 2011年9月11日  | 済南                                   | 済南オリンピック・スポーツセンター                               | 中華人民共和国         | ○ 1-0          | 佐々木則夫   | 2012年ロンドンオリンピック・アジア最終予選         | [ 96 ]       |
| 105.         | 2012年2月29日  | パルシャル                             | ベラ・ヴィスタ市営スタジアム                                     | ノルウェー             | ○ 2-1          | 佐々木則夫   | アルガルヴェ・カップ2012                           | [ 97 ]       |
| 106.         | 2012年3月2日   | パルシャル                             | ベラ・ヴィスタ市営スタジアム                                     | デンマーク             | ○ 2-0          | 佐々木則夫   | アルガルヴェ・カップ2012                           | [ 98 ]       |
| 107.         | 2012年3月5日   | ファロ ／ ローレ                       | エスタディオ・アルガルヴェ                                       | アメリカ合衆国         | ○ 1-0          | 佐々木則夫   | アルガルヴェ・カップ2012                           | [ 99 ]       |
| 108.         | 2012年3月7日   | ファロ ／ ローレ                       | エスタディオ・アルガルヴェ                                       | ドイツ                 | ● 3-4          | 佐々木則夫   | アルガルヴェ・カップ2012                           | [ 100 ]      |
| 109.         | 2012年4月1日   | 仙台                                   | ユアテックスタジアム仙台                                         | アメリカ合衆国         | △ 1-1          | 佐々木則夫   | キリンチャレンジカップ2012                         | [ 101 ]      |
| 110.         | 2012年4月5日   | 神戸                                   | ホームズスタジアム神戸                                           | ブラジル               | ○ 4-1          | 佐々木則夫   | キリンチャレンジカップ2012                         | [ 102 ]      |
| 111.         | 2012年6月18日  | ハルムスタッド                         | オルヤンス・ヴァル                                               | アメリカ合衆国         | ● 1-4          | 佐々木則夫   | 国際親善試合 ～スウェーデン遠征～                  | [ 103 ]      |
| 112.         | 2012年6月20日  | ヨーテボリ                             | ガムラ・ウッレヴィ                                               | スウェーデン           | ○ 1-0          | 佐々木則夫   | 国際親善試合 ～スウェーデン遠征～                  | [ 104 ]      |
| 113.         | 2012年7月11日  | 東京                                   | 国立競技場                                                       | オーストラリア         | ○ 3-0          | 佐々木則夫   | キリンチャレンジカップ2012                         |              |
| 114.         | 2012年7月19日  | パリ                                   | スタッド・シャルレティ                                           | フランス               | ● 0-2          | 佐々木則夫   | 国際親善試合                                       |              |
| 115.         | 2012年7月25日  | コヴェントリー                         | シティ・オブ・コヴェントリー・スタジアム                         | カナダ                 | ○ 2-1          | 佐々木則夫   | 2012年ロンドンオリンピック                         | [ 105 ]      |
| 116.         | 2012年7月28日  | コヴェントリー                         | シティ・オブ・コヴェントリー・スタジアム                         | スウェーデン           | △ 0-0          | 佐々木則夫   | 2012年ロンドンオリンピック                         | [ 106 ]      |
| 117.         | 2012年7月31日  | カーディフ                             | ミレニアム・スタジアム                                           | 南アフリカ共和国       | △ 0-0          | 佐々木則夫   | 2012年ロンドンオリンピック                         | [ 107 ]      |
| 118.         | 2012年8月3日   | カーディフ                             | ミレニアム・スタジアム                                           | ブラジル               | ○ 2-0          | 佐々木則夫   | 2012年ロンドンオリンピック                         | [ 108 ]      |
| 119.         | 2012年8月6日   | ロンドン                               | ウェンブリー・スタジアム                                         | フランス               | ○ 2-1          | 佐々木則夫   | 2012年ロンドンオリンピック                         | [ 109 ]      |
| 120.         | 2012年8月9日   | ロンドン                               | ウェンブリー・スタジアム                                         | アメリカ合衆国         | ● 1-2          | 佐々木則夫   | 2012年ロンドンオリンピック                         | [ 110 ]      |
| 121.         | 2013年6月20日  | 鳥栖                                   | ベストアメニティスタジアム                                       | ニュージーランド       | △ 1-1          | 佐々木則夫   | キリンチャレンジカップ2013                         | [ 111 ]      |
| 122.         | 2013年6月29日  | ミュンヘン                             | アリアンツ・アレーナ                                             | ドイツ                 | ● 2-4          | 佐々木則夫   | 国際親善試合 ～欧州遠征～                          | [ 112 ]      |
| 123.         | 2013年7月20日  | ソウル                                 | ソウルワールドカップ競技場                                       | 中華人民共和国         | ○ 2-0          | 佐々木則夫   | EAFF東アジアカップ2013                             | [ 113 ]      |
| 124.         | 2013年7月25日  | 華城                                   | 華城総合運動場                                                   | 北朝鮮                 | △ 0-0          | 佐々木則夫   | EAFF東アジアカップ2013                             | [ 114 ]      |
| 125.         | 2013年7月27日  | ソウル                                 | 蚕室総合運動場                                                   | 韓国                   | ● 1-2          | 佐々木則夫   | EAFF東アジアカップ2013                             | [ 115 ]      |
| 126.         | 2013年9月22日  | 諫早                                   | 長崎県立総合運動公園陸上競技場                                   | ナイジェリア           | ○ 2-0          | 佐々木則夫   | 国際親善試合                                       | [ 116 ]      |
| 127.         | 2013年9月26日  | 千葉                                   | フクダ電子アリーナ                                               | ナイジェリア           | ○ 2-0          | 佐々木則夫   | 国際親善試合                                       | [ 117 ]      |
| 128.         | 2014年3月5日   | パルシャル                             | ベラ・ヴィスタ市営スタジアム                                     | アメリカ合衆国         | △ 1-1          | 佐々木則夫   | アルガルヴェ・カップ2014                           | [ 118 ]      |
| 129.         | 2014年3月7日   | パルシャル                             | ベラ・ヴィスタ市営スタジアム                                     | デンマーク             | ○ 1-0          | 佐々木則夫   | アルガルヴェ・カップ2014                           | [ 119 ]      |
| 130.         | 2014年3月10日  | ファロ ／ ローレ                       | エスタディオ・アルガルヴェ                                       | スウェーデン           | ○ 2-1          | 佐々木則夫   | アルガルヴェ・カップ2014                           | [ 120 ]      |
| 131.         | 2014年3月12日  | ファロ ／ ローレ                       | エスタディオ・アルガルヴェ                                       | ドイツ                 | ● 0-3          | 佐々木則夫   | アルガルヴェ・カップ2014                           | [ 121 ]      |
| 132.         | 2014年5月8日   | 大阪                                   | キンチョウスタジアム                                             | ニュージーランド       | ○ 2-1          | 佐々木則夫   | なでしこジャパンWORLD MATCH                        | [ 122 ]      |
| 133.         | 2014年5月14日  | ホーチミン                             | トンニャット・スタジアム                                         | オーストラリア         | △ 2-2          | 佐々木則夫   | 2014 AFC女子アジアカップ                           | [ 123 ]      |
| 134.         | 2014年5月16日  | ホーチミン                             | トンニャット・スタジアム                                         | ベトナム               | ○ 4-0          | 佐々木則夫   | 2014 AFC女子アジアカップ                           | [ 124 ]      |
| 135.         | 2014年5月22日  | ホーチミン                             | トンニャット・スタジアム                                         | 中華人民共和国         | ○ 2-1          | 佐々木則夫   | 2014 AFC女子アジアカップ                           | [ 125 ]      |
| 136.         | 2014年5月25日  | ホーチミン                             | トンニャット・スタジアム                                         | オーストラリア         | ○ 1-0          | 佐々木則夫   | 2014 AFC女子アジアカップ                           | [ 126 ]      |
| 137.         | 2014年9月13日  | 天童                                   | NDソフトスタジアム山形                                           | ガーナ                 | ○ 5-0          | 佐々木則夫   | なでしこジャパンWORLD MATCH                        | [ 127 ]      |
| 138.         | 2014年9月15日  | 仁川                                   | 仁川南洞アジアードラグビー競技場                                 | 中華人民共和国         | △ 0-0          | 佐々木則夫   | 第17回アジア競技大会                               | [ 128 ]      |
| 139.         | 2014年9月18日  | 仁川                                   | 仁川南洞アジアードラグビー競技場                                 | ヨルダン               | ○ 12-0         | 佐々木則夫   | 第17回アジア競技大会                               | [ 129 ]      |
| 140.         | 2014年9月22日  | 仁川                                   | 仁川文鶴競技場                                                   | チャイニーズタイペイ   | ○ 3-0          | 佐々木則夫   | 第17回アジア競技大会                               | [ 130 ]      |
| 141.         | 2014年9月29日  | 仁川                                   | 仁川サッカー競技場                                               | ベトナム               | ○ 3-0          | 佐々木則夫   | 第17回アジア競技大会                               | [ 131 ]      |
| 142.         | 2014年10月1日  | 仁川                                   | 仁川文鶴競技場                                                   | 北朝鮮                 | ● 1-3          | 佐々木則夫   | 第17回アジア競技大会                               | [ 132 ]      |
| 143.         | 2014年10月25日 | エドモントン                           | コモンウェルス・スタジアム                                       | カナダ                 | ○ 3-0          | 佐々木則夫   | 国際親善試合                                       | [ 133 ]      |
| 144.         | 2014年10月28日 | バンクーバー                           | BCプレイス・スタジアム                                           | カナダ                 | ○ 3-2          | 佐々木則夫   | 国際親善試合                                       | [ 134 ]      |
| 145.         | 2015年3月4日   | パルシャル                             | ベラ・ヴィスタ市営スタジアム                                     | デンマーク             | ● 1-2          | 佐々木則夫   | アルガルヴェ・カップ2015                           | [ 135 ]      |
| 146.         | 2015年3月9日   | パルシャル                             | ベラ・ヴィスタ市営スタジアム                                     | フランス               | ● 1-3          | 佐々木則夫   | アルガルヴェ・カップ2015                           | [ 136 ]      |
| 147.         | 2015年3月11日  | ファロ ／ ローレ                       | エスタディオ・アルガルヴェ                                       | アイスランド           | ○ 2-0          | 佐々木則夫   | アルガルヴェ・カップ2015                           | [ 137 ]      |
| 148.         | 2015年5月24日  | 丸亀                                   | 香川県立丸亀競技場                                               | ニュージーランド       | ○ 1-0          | 佐々木則夫   | MS&ADなでしこカップ2015                            | [ 138 ]      |
| 149.         | 2015年5月28日  | 長野                                   | 南長野運動公園総合球技場                                         | イタリア               | ○ 1-0          | 佐々木則夫   | キリンチャレンジカップ2015                         | [ 139 ]      |
| 150.         | 2015年6月8日   | バンクーバー                           | BCプレイス・スタジアム                                           | スイス                 | ○ 1-0          | 佐々木則夫   | 2015 FIFA女子ワールドカップ                        | [ 140 ]      |
| 151.         | 2015年6月12日  | バンクーバー                           | BCプレイス・スタジアム                                           | カメルーン             | ○ 2-1          | 佐々木則夫   | 2015 FIFA女子ワールドカップ                        | [ 141 ]      |
| 152.         | 2015年6月16日  | ウィニペグ                             | ウィニペグ・スタジアム                                           | エクアドル             | ○ 1-0          | 佐々木則夫   | 2015 FIFA女子ワールドカップ                        | [ 142 ]      |
| 153.         | 2015年6月23日  | バンクーバー                           | BCプレイス・スタジアム                                           | オランダ               | ○ 2-1          | 佐々木則夫   | 2015 FIFA女子ワールドカップ                        | [ 143 ]      |
| 154.         | 2015年6月27日  | エドモントン                           | コモンウェルス・スタジアム                                       | オーストラリア         | ○ 1-0          | 佐々木則夫   | 2015 FIFA女子ワールドカップ                        | [ 144 ]      |
| 155.         | 2015年7月1日   | エドモントン                           | コモンウェルス・スタジアム                                       | イングランド           | ○ 2-1          | 佐々木則夫   | 2015 FIFA女子ワールドカップ                        | [ 145 ]      |
| 156.         | 2015年7月5日   | バンクーバー                           | BCプレイス・スタジアム                                           | アメリカ合衆国         | ● 2-5          | 佐々木則夫   | 2015 FIFA女子ワールドカップ                        | [ 146 ]      |
| 157.         | 2015年11月29日 | フォ－レンダム                         | FCフォーレンダムスタジアム                                       | オランダ               | ● 1-3          | 佐々木則夫   | 国際親善試合                                       | [ 147 ]      |
| 158.         | 2016年2月29日  | 大阪                                   | キンチョウスタジアム                                             | オーストラリア         | ● 1-3          | 佐々木則夫   | 2016年リオデジャネイロオリンピック・アジア最終予選 | [ 148 ]      |
| 159.         | 2016年3月2日   | 大阪                                   | キンチョウスタジアム                                             | 韓国                   | △ 1-1          | 佐々木則夫   | 2016年リオデジャネイロオリンピック・アジア最終予選 | [ 149 ]      |
| 160.         | 2016年3月4日   | 大阪                                   | キンチョウスタジアム                                             | 中華人民共和国         | ● 1-2          | 佐々木則夫   | 2016年リオデジャネイロオリンピック・アジア最終予選 | [ 150 ]      |
| 161.         | 2016年3月7日   | 大阪                                   | キンチョウスタジアム                                             | ベトナム               | ○ 6-1          | 佐々木則夫   | 2016年リオデジャネイロオリンピック・アジア最終予選 | [ 151 ]      |
| 162.         | 2016年3月9日   | 大阪                                   | キンチョウスタジアム                                             | 北朝鮮                 | ○ 1-0          | 佐々木則夫   | 2016年リオデジャネイロオリンピック・アジア最終予選 | [ 152 ]      |

#### ゴール
| ゴール一覧 | ゴール一覧     | ゴール一覧                             | ゴール一覧                                       | ゴール一覧             | ゴール一覧     | ゴール一覧 | ゴール一覧                             | ゴール一覧 |
| #          | 開催日         | 開催都市                               | スタジアム                                       | 対戦国                 | 結果           | 監督       | 大会                                   | 出典       |
| ---------- | -------------- | -------------------------------------- | ------------------------------------------------ | ---------------------- | -------------- | ---------- | -------------------------------------- | ---------- |
| 1.         | 2003年6月9日   | バンコク                               |                                                  | フィリピン             | ○ 15-0         | 上田栄治   | 2003 AFC女子選手権                     |            |
| 2.         | 2003年7月22日  | 仙台                                   | 仙台スタジアム                                   | 韓国                   | ○ 5-0          | 上田栄治   | 日･韓･豪3ヶ国対抗国際女子サッカー大会  |            |
| 3.         | 2004年12月18日 | 東京                                   | 国立西が丘サッカー場                             | チャイニーズタイペイ   | ○ 11-0         | 大橋浩司   | キリンチャレンジカップ2004             |            |
| 4.         | 2004年12月18日 | 東京                                   | 国立西が丘サッカー場                             | チャイニーズタイペイ   | ○ 11-0         | 大橋浩司   | キリンチャレンジカップ2004             |            |
| 5.         | 2005年3月29日  | ミランダ                               |                                                  | オーストラリア         | ● 1-2          | 大橋浩司   | 国際親善試合                           |            |
| 6.         | 2005年5月21日  | 東京                                   | 国立西が丘サッカー場                             | ニュージーランド       | ○ 6-0          | 大橋浩司   | キリンチャレンジカップ2005             |            |
| 7.         | 2006年7月23日  | アデレード                             | ハインドマーシュ・スタジアム                     | 中国                   | ○ 1-0          | 大橋浩司   | 2006 AFC女子アジアカップ               | [ 153 ]    |
| 8.         | 2006年11月23日 | カールスルーエ                         | ワイルドパーク・スタジアム                       | ドイツ                 | ● 3-6          | 大橋浩司   | 国際親善試合（ドイツ遠征）             | [ 154 ]    |
| 9.         | 2006年11月30日 | ドーハ                                 | アル・アラビ・スタジアム                         | ヨルダン               | ○ 13-0         | 大橋浩司   | 第15回アジア競技大会                   | [ 155 ]    |
| 10.        | 2007年2月12日  | ラルナカ                               | GSZ スタジアム                                   | スウェーデン           | △ 2-2          | 大橋浩司   | 国際親善試合（キプロス遠征）           | [ 156 ]    |
| 11.        | 2007年3月10日  | 東京                                   | 国立霞ヶ丘競技場陸上競技場                       | メキシコ               | ○ 2-0          | 大橋浩司   | 2007 FIFA女子ワールドカップ・予選      | [ 157 ]    |
| 12.        | 2007年6月10日  | 富川                                   | 富川総合運動場                                   | 韓国                   | △ 2-2          | 大橋浩司   | 2008年北京オリンピック・アジア最終予選 | [ 158 ]    |
| 13.        | 2007年8月4日   | ハイフォン                             | ラックチャイ・スタジアム                         | ベトナム               | ○ 8-0          | 大橋浩司   | 2008年北京オリンピック・アジア最終予選 | [ 159 ]    |
| 14.        | 2007年9月11日  | 上海                                   | 上海虹口足球場                                   | イングランド           | △ 2-2          | 大橋浩司   | 2007 FIFA女子ワールドカップ            | [ 160 ]    |
| 15.        | 2007年9月11日  | 上海                                   | 上海虹口足球場                                   | イングランド           | △ 2-2          | 大橋浩司   | 2007 FIFA女子ワールドカップ            | [ 160 ]    |
| 16.        | 2008年2月18日  | 重慶                                   | 永川体育中心                                     | 朝鮮民主主義人民共和国 | ○ 3-2          | 佐々木則夫 | 東アジアサッカー選手権2008             | [ 161 ]    |
| 17.        | 2008年6月2日   | ホーチミン                             | トンニャット・スタジアム                         | オーストラリア         | ○ 3-1          | 佐々木則夫 | 2008 AFC女子アジアカップ               | [ 162 ]    |
| 18.        | 2008年6月8日   | ホーチミン                             | トンニャット・スタジアム                         | オーストラリア         | ○ 3-0          | 佐々木則夫 | 2008 AFC女子アジアカップ               | [ 163 ]    |
| 19.        | 2008年8月6日   | 秦皇島                                 | 秦皇島オリンピック・スポーツセンター・スタジアム | ニュージーランド       | △ 2-2          | 佐々木則夫 | 2008年北京オリンピック                 | [ 164 ]    |
| 20.        | 2009年11月14日 | さいたま                               | さいたま市駒場スタジアム                         | ニュージーランド       | ○ 2-1          | 佐々木則夫 | 国際親善試合                           | [ 165 ]    |
| 21.        | 2010年2月6日   | 調布                                   | 味の素スタジアム                                 | 中華人民共和国         | ○ 2-0          | 佐々木則夫 | 東アジア女子サッカー選手権2010         | [ 166 ]    |
| 22.        | 2010年5月20日  | 成都                                   | 成都市体育中心                                   | ミャンマー             | ○ 8-0          | 佐々木則夫 | 2010 AFC女子アジアカップ               | [ 167 ]    |
| 23.        | 2011年3月2日   | ヴィラ・レアル・デ・サント・アントニオ | 市営スタジアム                                   | アメリカ合衆国         | ● 1-2          | 佐々木則夫 | アルガルヴェ・カップ2011               | [ 168 ]    |
| 24.        | 2011年6月18日  | 松山                                   | ニンジニアスタジアム                             | 韓国                   | △ 1-1          | 佐々木則夫 | 2011 FIFA女子ワールドカップ壮行試合    |            |
| 25.        | 2011年6月27日  | ボーフム                               | FIFA女子ワールドカップスタジアム・ボーフム       | ニュージーランド       | ○ 2-1          | 佐々木則夫 | 2011 FIFA女子ワールドカップ            | [ 169 ]    |
| 26.        | 2011年7月17日  | フランクフルト                         | FIFA女子ワールドカップスタジアム・フランクフルト | アメリカ合衆国         | ○ 2-2 (PK 3-1) | 佐々木則夫 | 2011 FIFA女子ワールドカップ            | [ 170 ]    |
| 27.        | 2012年4月5日   | 神戸                                   | ホームズスタジアム神戸                           | ブラジル               | ○ 4-1          | 佐々木則夫 | キリンチャレンジカップ2012             | [ 171 ]    |
| 28.        | 2012年7月11日  | 東京                                   | 国立競技場                                       | オーストラリア         | ○ 3-0          | 佐々木則夫 | キリンチャレンジカップ2012             | [ 172 ]    |
| 29.        | 2012年7月25日  | コヴェントリー                         | シティ・オブ・コヴェントリー・スタジアム         | カナダ                 | ○ 2-1          | 佐々木則夫 | 2012年ロンドンオリンピック             | [ 173 ]    |
| 30.        | 2013年9月26日  | 千葉                                   | フクダ電子アリーナ                               | ナイジェリア           | ○ 2-0          | 佐々木則夫 | 国際親善試合                           | [ 174 ]    |
| 31.        | 2014年3月5日   | パルシャル                             | ベラ・ヴィスタ市営スタジアム                     | アメリカ合衆国         | △ 1-1          | 佐々木則夫 | アルガルヴェ・カップ2014               | [ 175 ]    |
| 32.        | 2014年3月10日  | ファロ ／ ローレ                       | エスタディオ・アルガルヴェ                       | スウェーデン           | ○ 2-1          | 佐々木則夫 | アルガルヴェ・カップ2014               | [ 176 ]    |
| 33.        | 2014年9月18日  | 仁川                                   | 仁川南洞アジアードラグビー競技場                 | ヨルダン               | ○ 12-0         | 佐々木則夫 | 第17回アジア競技大会                   | [ 177 ]    |
| 34.        | 2014年10月1日  | 仁川                                   | 仁川文鶴競技場                                   | 北朝鮮                 | ● 1-3          | 佐々木則夫 | 第17回アジア競技大会                   | [ 178 ]    |
| 35.        | 2015年3月11日  | ファロ ／ ローレ                       | エスタディオ・アルガルヴェ                       | アイスランド           | ○ 2-0          | 佐々木則夫 | アルガルヴェ・カップ2015               | [ 179 ]    |
| 36.        | 2015年3月11日  | ファロ ／ ローレ                       | エスタディオ・アルガルヴェ                       | アイスランド           | ○ 2-0          | 佐々木則夫 | アルガルヴェ・カップ2015               | [ 179 ]    |
| 37.        | 2015年6月8日   | バンクーバー                           | BCプレイス・スタジアム                           | スイス                 | ○ 1-0          | 佐々木則夫 | 2015 FIFA女子ワールドカップ            | [ 180 ]    |
| 38.        | 2015年7月1日   | エドモントン                           | コモンウェルス・スタジアム                       | イングランド           | ○ 2-1          | 佐々木則夫 | 2015 FIFA女子ワールドカップ            | [ 181 ]    |

## タイトル・表彰

### 代表
- 日本女子代表
  - FIFA女子ワールドカップ：1回 (2011)
  - アジア競技大会：1回 (2010)
  - AFC女子アジアカップ：1回 (2014)
  - 東アジアサッカー選手権：2回 (2008、2010)

### クラブ
- 岡山湯郷Belle
  - なでしこリーグ（日本女子サッカーリーグ 1部） レギュラーシリーズ優勝：1回 （2014）
  - L・リーグ2部（日本女子サッカーリーグ 2部） 優勝：1回 （2004）

### 個人
- 敢闘賞：1回 （2003）
- 最優秀選手：L・リーグ2部 （L2） （2004）
- ベストイレブン：6回 （2007、2008、2011、2012、2013、2014）
- 特別賞 （2015）
- 特別表彰「サポーターが選ぶMVP」：2回 （2007、2008）
- アジア年間最優秀選手賞：3回 （2011、2012、2015）
- アルガルヴェ・カップ 大会最優秀選手：1回 （2012）
- AFC女子アジアカップ 大会最優秀選手：1回 （2014）
- FIFA女子ワールドカップ ブロンズボール：1回 （2015）
- FIFPro ベストイレブン：1回 （2015）

### 表彰
- 国民栄誉賞（2011年、2011 FIFA女子ワールドカップ日本女子代表の一員として）
- 紫綬褒章（2011年、同上）
- 岡山県県民栄誉賞（2011年、2012年）
- 千葉県県民栄誉賞（2011年）